# Larry Cohen

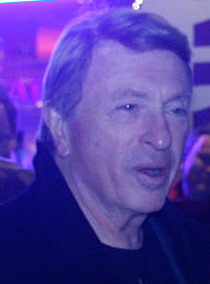
Larry Cohen in 2010

Larry Cohen (Kingston, 15 juli 1941 – Los Angeles, 24 maart 2019) was een Amerikaans filmregisseur en -schrijver. 
Hij hield zich voornamelijk bezig met horror- en thrillerproducties. Cohen regisseerde onder meer It's Alive (1974) en The Ambulance (1990). Hij schreef titels als The Stuff (1985), Best Seller (1987). Phone Booth (2002) en Captivity (2007).
Cohens professionele filmcarrière begon in 1958, toen hij een aflevering mocht schrijven van de televisieserie Kraft Television Theatre. Vanaf dat moment tot en met 1972 schreef hij episodes voor een reeks verschillende tv-series, zoals The Fugitive en The Invaders. Tussendoor studeerde hij in 1963 af in film aan het City College of New York. In de laatste jaren van zijn televisieperiode schreef Cohen al wat kleinschalige films, tot hij in 1972 debuteerde als filmregisseur met zijn eigenhandig geschreven film Bone. Vanaf dat moment leverde hij elke paar jaar minimaal één film af als regisseur. Hij maakte daarbij zowel op het door hem geschreven Maniac Cop als op het door hem geschreven én geregisseerde It's Alive twee vervolgen.

## Werk
Cohen regisseerde tot dusver de volgende films:
- Pick Me Up (2006) (uit Masters of Horror)
- Air Force One: The Final Mission (2004)
- Original Gangstas (1996)
- As Good as Dead (1995)
- The Ambulance (1990)
- Wicked Stepmother (1989)
- Deadly Illusion (1987)
- A Return to Salem's Lot (1987)
- It's Alive III: Island of the Alive (1987)
- The Stuff (1985)
- Perfect Strangers (1984)
- Special Effects (1984)
- Q (1982)
- See China and Die (1981)
- Full Moon High (1981)
- It Lives Again (1978)
- The Private Files of J. Edgar Hoover (1977)
- God Told Me To (1976)
- It's Alive (1974)
- Hell Up in Harlem (1973)
- Black Caesar (1973)
- Bone (1972)

- Biblioteca Nacional de España: XX1173928
- Bibliothèque nationale de France: cb16254019r (data)
- Gemeinsame Normdatei: 120236222
- International Standard Name Identifier: 0000 0001 2027 4680
- Library of Congress Control Number: n97033212
- Bibliotheek van het Japanse parlement: 00988183
- Nationale Bibliotheek van Israël: 987010180979205171
- Istituto Centrale per il Catalogo Unico: PCMV004236
- SNAC: w6dz0kvf
- Système universitaire de documentation: 074708740
- Virtual International Authority File: 65753887